# Sonate pour piano no 18 de Beethoven
La Sonate pour piano no 18 en mi bémol majeur, op. 31 no 3, de Ludwig van Beethoven, fut composée en 1802, publiée en 1804 et dédiée avec les no 16 et no 17 à la comtesse de Browne.
Contemporaine des deux autres sonates de l'opus 31, la Sonate no 18 est la plus atypique des trois. Elle est l'une des sonates pour piano de Beethoven à comporter quatre mouvements au lieu de deux, ou plus classiquement, trois, et la dernière à inclure un authentique menuet de facture classique, qui fait d'ailleurs doublon avec le Scherzo[réf. nécessaire].

## Structure
L'œuvre comprend quatre mouvements :
1. Allegro
2. Scherzo ; Allegretto vivace
3. Menuetto ; Moderato e grazioso
4. Presto con fuoco

Son exécution dure environ vingt-quatre minutes.

## Analyse

### Premier mouvement
Le premier thème de cette sonate en 3/4 est très caractéristique : après un appel sur un accord de la répété une fois, commence un ritardando dès la troisième mesure jusqu'à un point d'orgue à la cinquième mesure. Le thème continue par une phrase conclusive a tempo aboutissant à l'accord de mi, tonalité du mouvement. Cette façon d'accélérer, de ralentir, de surprendre l'auditeur sans cesse se retrouvera tout au long de la sonate.
On trouve à la mesure 35 quelque chose qui rappelle l'accord de Tristan (marqué d'une astérisque) orthographié par enharmonie. Il s'agit d'un accord de septième diminuée avec appogiature (mi bémol). 

### Deuxième mouvement
Le scherzo est écrit en 2/4, ce qui est très inhabituel pour un scherzo (normalement en 3/4). Il faut sans doute l'entendre comme un « scherzando ». L'accentuation, placée sur les temps faibles, le rend joyeux et bondissant.

### Troisième mouvement
Le minuetto comporte 72 mesures. À noter que le menuet et le trio présents dans le mouvement sont tous deux en mi bémol majeur. De par sa nature plus tendre et sérieuse, ce mouvement offre un fort contraste avec le scherzo qui le précède et le presto qui suit.

### Quatrième mouvement
Le presto est un morceau de bravoure en 6/8 soutenu par une main gauche en croches qui ne s'arrête quasiment pas durant tout le morceau. L'indication con fuoco (« avec feu ») est très rarement utilisée par Beethoven. Carl Czerny parle de ce mouvement ainsi : « le final demande force et bravoure et fait l'effet d'un morceau destiné à la chasse. » Cette citation a probablement contribué au surnom de la sonate : La Chasse[réf. nécessaire].